# Denis César de Matos
Denis César de Matos, noto semplicemente come Denis (Jaú, 14 aprile 1987), è un calciatore brasiliano, portiere dello Sport Recife.

## Carriera
Denis inizia la sua carriera nel Ponte Preta, dove gioca dal 2006 al 2009, giocando 33 partite.
Denis si trasferisce dal Ponte Preta al San Paolo il 22 gennaio 2009. Gioca la sua prima partita contro il Portuguesa il 25 gennaio, tre giorni dopo il suo trasferimento. In quest'occasione sostituisce Rogério Ceni, indisponibile per l'incontro.

## Palmarès

### Club

#### Competizioni internazionali
- Coppa Sudamericana: 1

San Paolo: 2012